# Moudachirou Amadou
Moudachirou Amadou (ur. 11 grudnia 1971 w Kotonu) – beniński piłkarz występujący na pozycji stopera lub środkowego obrońcy. Występował między innymi w FC Erzgebirge Aue, Energie Cottbus, Karlsruher SC, Hannover 96 i FC St. Pauli. Jest byłym reprezentantem Beninu. Ma również niemieckie obywatelstwo.